# Onercept
L'onercept est une protéine recombinante du récepteur monomérique p55 (récepteur TNF p55) qui agit comme un anti-TNF.
Il a été développé en 2003 par la société de biotechnologie Serono pour le traitement éventuel d'un certain nombre de maladies, y compris la maladie de Crohn, le psoriasis et le rhumatisme psoriasique.
Cependant, en 2007, l'onercept n'a pas d'activité clinique démontrée dans la maladie de Crohn.